# Flygningen från London till Manchester år 1910

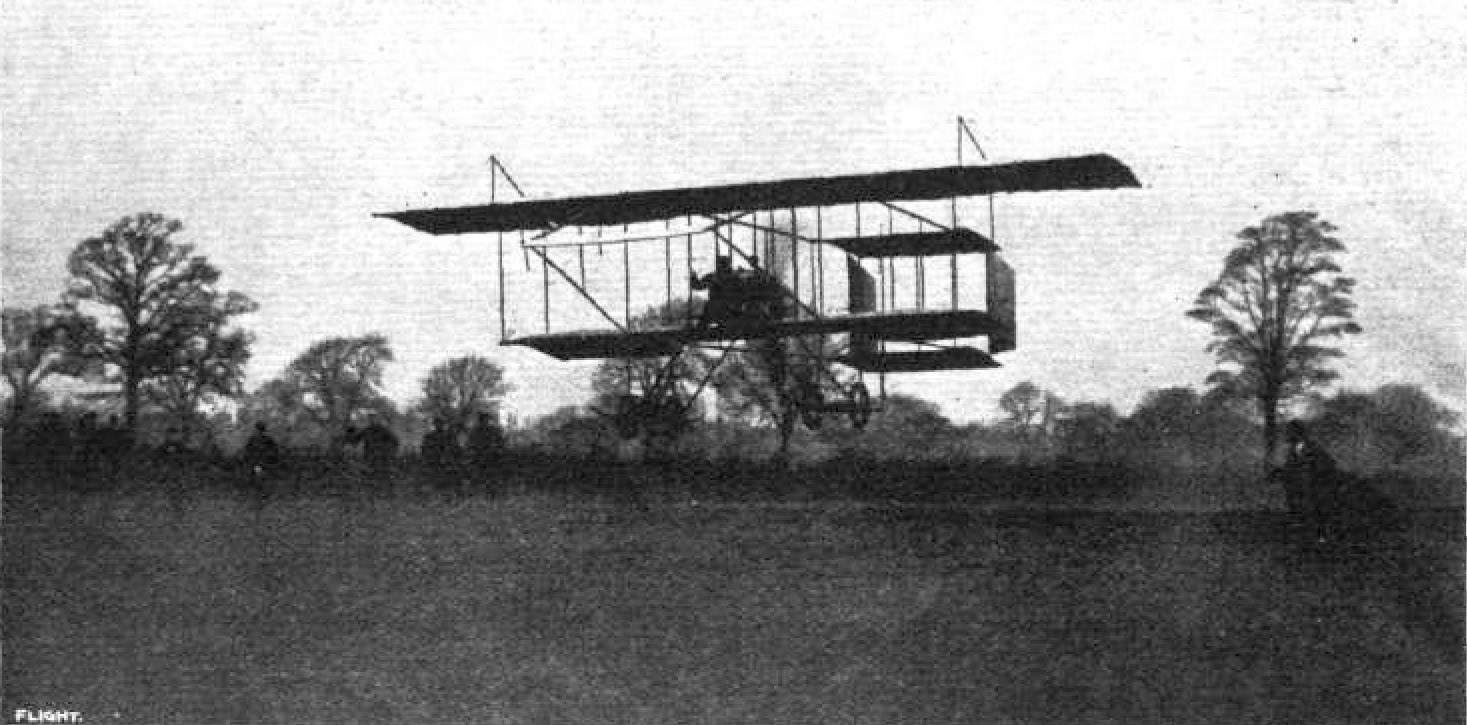
Paulhan landar i Didsbury och vinner tävlingen.

Flygningen från London till Manchester år 1910 var en tävling mellan två piloter om att bli den första som flög en farkost som var tyngre än luft mellan London och Manchester. Tidningen Daily Mail utlovade, år 1906, en belöning på £10 000 (GBP) till den som kunde flyga sträckan på mindre än 24 timmar. Priset vanns av franska  Louis Paulhan i april 1910.
Först ut var engelska Claude Grahame-White från Hampshire. Han startade från London den 23 april 1910 och mellanlandade som planerat i Rugby. Motorproblem tvingade honom att landa igen i närheten av Lichfield där kraftiga vindar blåste omkull hans flygplan som skadades så att han inte kunde flyga vidare. 
Medan Grahame-White reparerade sitt flygplan startade Paulhan mot Lichfield på kvällen den 27 april 1910. När Grahame-White hörde detta startade också han, som den första någonsin, på natten. Nästa morgon var han nästan ifatt Paulhan, men hans flygplan var tyngre och han fick se sig slagen. Paulhan nådde fram till Manchester tidigt på morgonen den 28 april och vann tävlingen.
Tävlingen var den första långdistansflygningen i England, den första gång en farkost som var tyngre än luft startade på natten och den första motordrivna flygningen till Manchester från en annan ort.

## Historik
Den 17 november 1906 utlovade  tidningen Daily Mail en belöning på £10 000 till den första som flög den 297,7 kilometer (185 miles) långa sträckan mellan London och Manchester, på under 24 timmar med högst två mellanlandningar. Ett ytterligare krav var att start och landning skulle ske mindre än 8 kilometer (5 miles) från tidningsredaktionerna i de båda städerna. Motorflygplan var en relativt ny uppfinning och ägarna av tidningen Daily Mail var agelägna om att stötta utvecklingen. År 1908 erbjöd de £1 000 till den som först flög över Engelska kanalen, ett pris som fransmannen Louis Blériot vann den 25 juli 1909, och £1 000 för den första flygningen på en 1,6 kilometer (1 mile) lång cirkulär bana av en brittisk pilot i ett brittiskt flygplan, som John Moore-Brabazon vann den 30 oktober 1908.
Två flygare, engelsmannen Claude Grahame-White och fransmannen Louis Paulhan, antog utmaningen år 1910. Ytterligare en deltagare, Emile Dubonnet, anmälde sig till tävlingen men hann aldrig göra något försök.
Louis Paulhan (Isidore Auguste Marie Louis Paulhan), föddes i staden Pézenas i södra Frankrike år 1883. Efter millitärtjänst på ballongskolan i Chalais-Meudon arbetade han som assistent till flygkonstruktören Ferdinand Ferber och vann ett Voisin biplan i en tävling. Paulhan lärde sig själv att flyga planet och fick flygcertifikat nr 10 i Frankrike den 17 juli.
 Han besökte England flera gånger och hade tävlade i Blackpool år 1909, och flög uppvisningar vid racerbanan Brooklands. Paulhan deltog också i flyguppvisningar i USA och i Douai, där han satte nytt höjd- och uthållighetsrekord.

### Grahame-Whites första försök

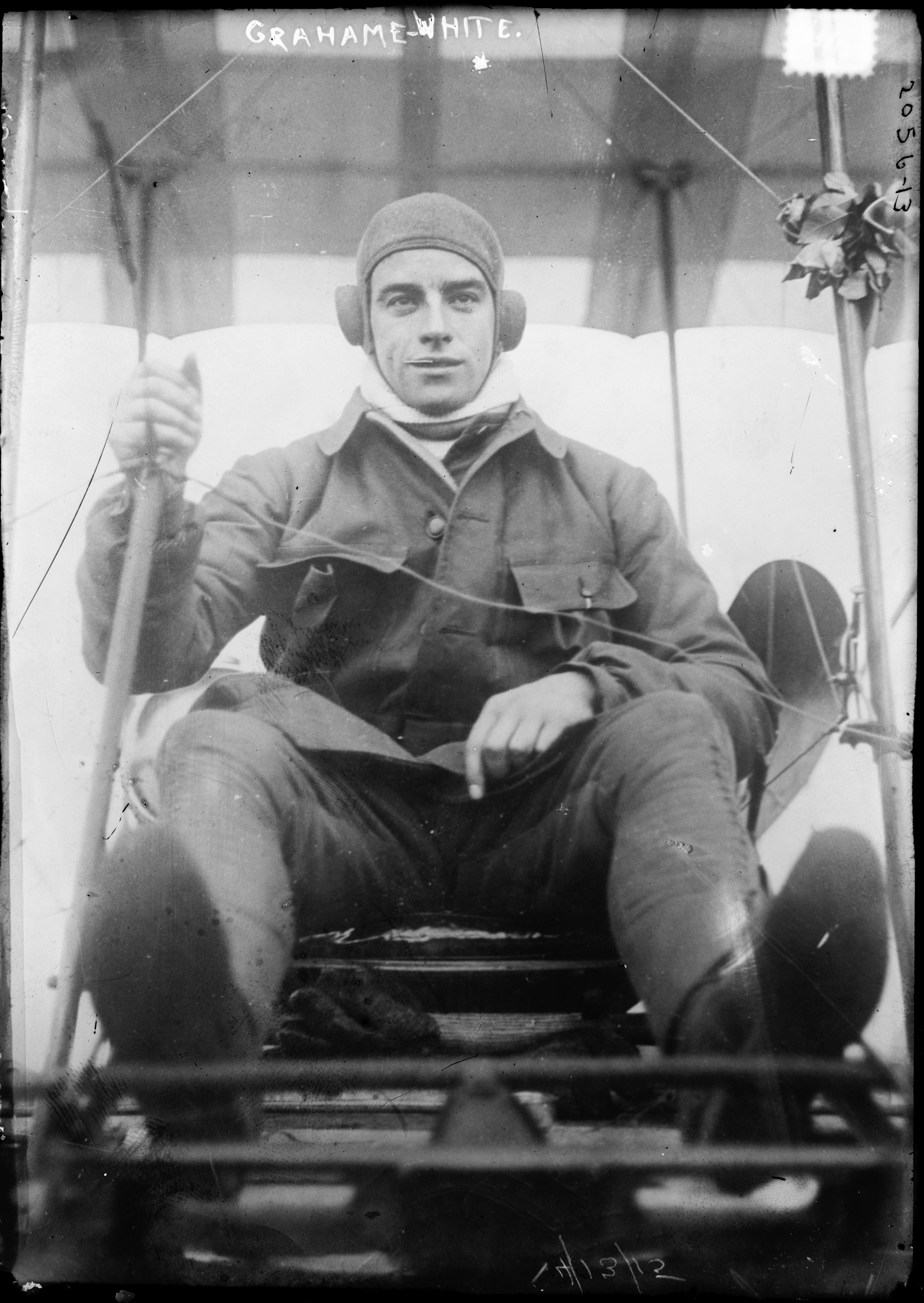
Claude Grahame-White (odaterat foto).

Grahame-White planerade att starta klockan 5 den 23 april 1910 från Londonförorten Park Royal. Det var stjärnklart och kallt, med någon grads frost och en mängd åskådare och journalister hade samlats. Han kom till platsen omkring klockan 4:30 och började göra i ordning sitt Farman biplan. Flygplanet hämtades och den sjucylindriga roterande motorn med 50 hästkrafter startades. När motorn var varmkörd satte Grahame-White sig upp i flygplanet och startade omkring klockan 5:12 och satte kurs mot gasklockan i Wormwood Scrubs som låg mindre än 8 kilometer  från tidningen Daily Mails Londonkontor.
Uppmuntrad av tusentals åskådare flög han över startpunkten och i nordvästlig riktning mot Wembley. Sekreteraren i Royal Aero Club, Harold Perrin, stod på toppen av gasklockan och viftade med startflaggan. Klockan 5:35 hade flygplanet nått fram till Watford och klockan 6:15 till Leighton Buzzard. Åskådarna hurrade när planet flög över järnvägslinjen London and North Western Railway på en höjd av cirka 120 meter (400 ft) i riktning mot Rugby. När Grahame-White nådde fram klockan 7:15 var han blåfrusen och skakade av köld. Perrin och två mekaniker från Gnome-Rhône (som hade byggt flygplanets motor) körde bil till Rugby och anlände  10 minuter tidigare. Ett stort antal åskådare samlades, men hölls på avstånd av en grupp scouter. Medelhastigheten under flygningen var cirka 65 kilometer i timmen.
Grahame-White startade igen klockan 8:25 men nådde inte fram till den planerade mellanlandningen i Crewe. Omkring 48 kilometer från Rugby fick han problem med motorns insugningsventiler och tvingades landa på en åker i Hademore, 6 kilometer från Lichfield efter omkring 185 kilometers (115 miles) flygning. Under landningen skadades flygplanet och Grahame-White tvingades att telegrafera efter sina mekaniker. Medan flygplanet reparerades åt han lunch och sov en stund. Soldater från en förläggning i närheten höll de många åskådarna på avstånd från flygplanet.
När solen gick ner ökade vinden och Grahame-White beslöt att inställa kvällens flygning och starta tidigt nästa morgon istället. På morgonen beslöt han dock att starta från Manchester nästa dag. Flygplanet, som inte hade säkrats, blåste omkull under natten och skadades svårt. Det skickades till London för reparation i Daily Mails hangar i Wormwood Scrubs. 

### Paulhans försök

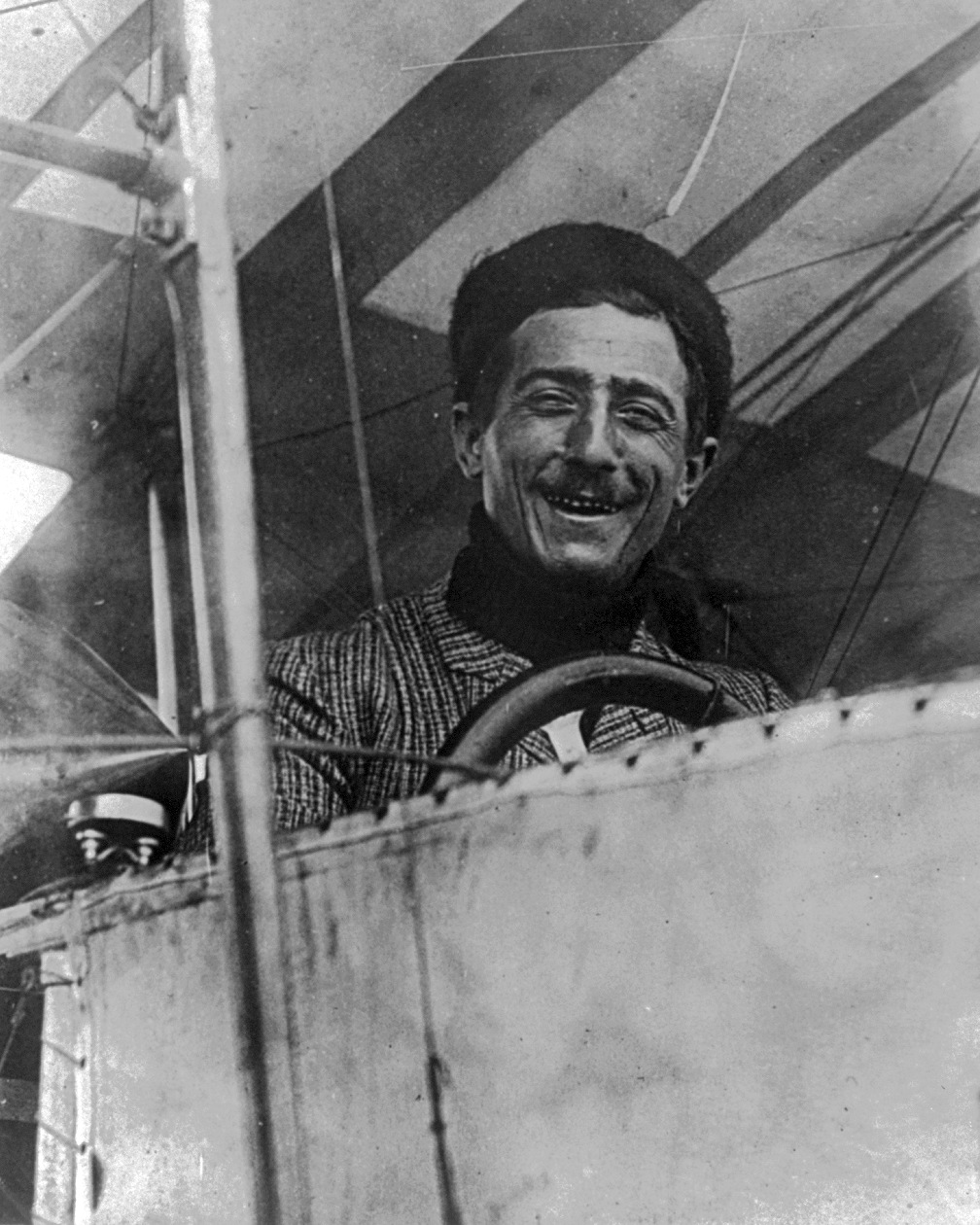
Louis Paulhan, 1909.

Paulhan kom till England via Dover och den 27 april 1910 anlände hans biplan, som var en nyare modell än Grahame-Whites, till Hendon, där Royal Air Force Museum i London ligger idag. Det sattes ihop på mindre än 11 timmar och klockan 17:21 flög Paulhan mot kyrkogården i Hampstead, hans officiella startpunkt, dit han anlände tio minuter senare. Han flög till staden Harrow och följde sedan järnvägslinjen London and North Western Railway mot norr. Järnvägsbolaget hade låtit måla några av syllarna på linjen vita så det skulle vara lättare att hitta vägen. Paulhan följdes av ett specialtåg med bland annat hans fru och flygpionjären Henri Farman ombord samt flera följebilar.
Grahame-White hade planerat en provflygning samma dag men  åskådarna stod i vägen. Han drog sig tillbaka till sitt hotell men väcktes klockan 18:10 av beskedet om Paulhans avfärd. Grahame-White beslöt strax att följa efter. Motorn startades och klockan 18:29 passerade han startlinjen och omkring en timme senare flög han över Leighton Buzzard, samtidigt som Paulhan passerade Rugby. Framåt natten landade Grahame-White på en åker i närheten av järnvägslinjen vid Roade i Northamptonshire. Paulhan nådde fram till Lichfield där drivmedlet tog slut efter omkring 188 kilometers (117 miles) flygning. Han lyckades landa på en åker i närheten av järnvägsstationen Trent Valley. Flygplanet säkrades och Paulhan och hans kollegor övernattade på ett lokalt hotell och Grahame-White i ett privat hem.
Grahame-White som låg omkring 97 kilometer (60 miles) efter fransmannen beslöt sig för att starta i mörker. Vägledd av billyktor startade han klockan 2:50 och följde järnvägslinjen med hjälp av ljus på stationerna. Han nådde fram till Rugby på 40 minuter och klockan 3:50 passerade han Nuneaton. Även om han knappade in på Paulhans försprång  så var hans flygplan så tungt lastat med drivmedel och olja att det inte orkade över det höglänta området framför honom. Besviken landade han i Polesworth, omkring 172 kilometer (107 miles) från London, knappt 16 kilometer från Paulhan. Få minuter senare återupptog fransmannen sin färd. Han passerade Stafford klockan 4:45, Crewe klockan 5:20, och landade klockan 5:32 på Barcicroft Fields i närheten av Didsbury, mindre än 8 kilometer från tidningskontoret i Manchester, och vann därmed tävlingen.

### Prisudelningen

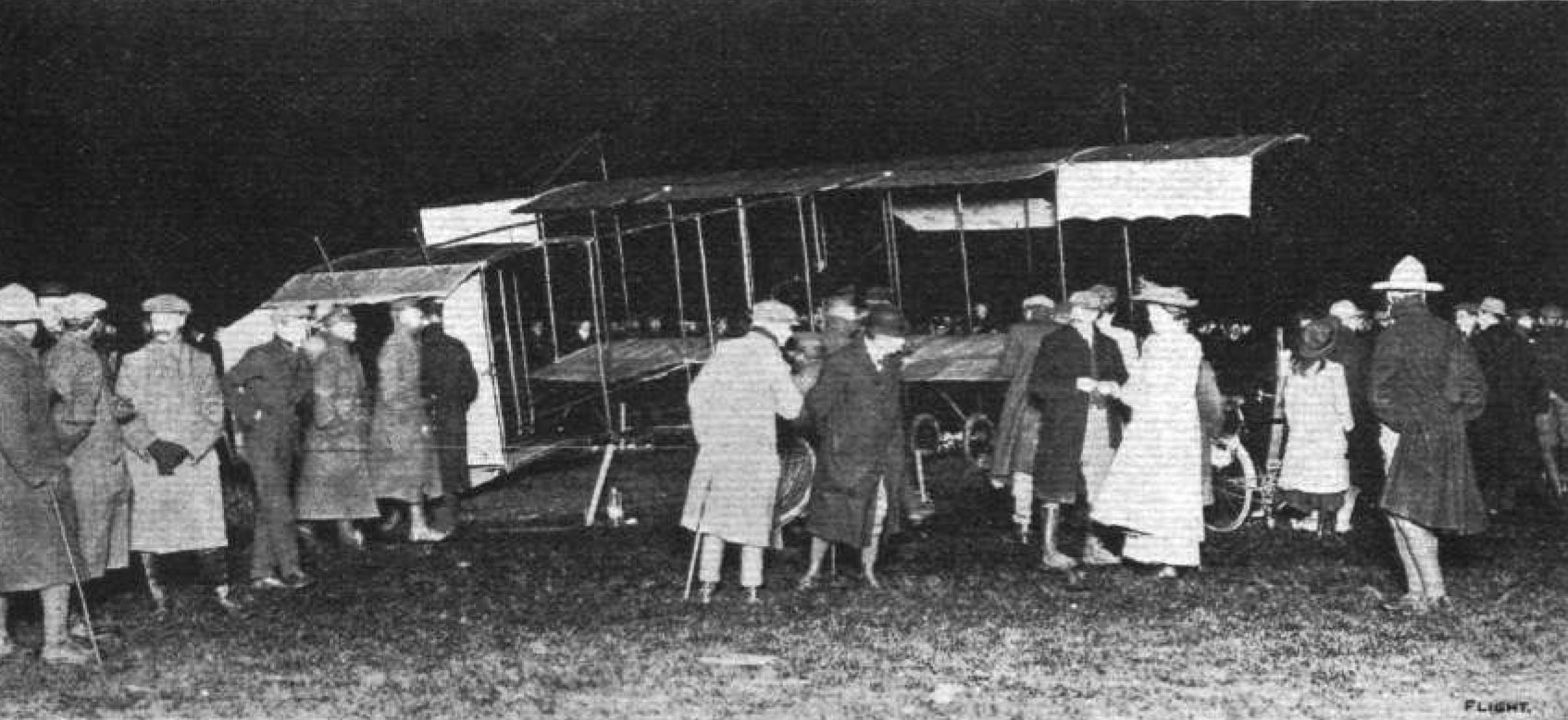
Paulhans flygplan i Lichfield onsdag morgon den 27 april.

Paulhan fick sitt pris, ett gyllene skrin med en check på  £10,000, den 30 april 1910 under en lunch på Savoy Hotel i London.  Värd var redaktören Thomas Marlow från Daily Mail och den franska ambassadören Paul Cambon var bland gästerna. Grahame-White fick en graverad silverskål fylld med röda och vita rosor som tröstpris.